# Dog of Two Head
Dog of Two Head je čtvrté studiové album britské rockové skupiny Status Quo z roku 1971.

## Seznam skladeb
1. "Umleitung" (Lancaster, Lynes) - 7:11
2. "Nanana (Extraction I)" (Rossi, Young) - 0:51
3. "Something's Going on in My Head" (Lancaster) - 4:44
4. "Mean Girl" (Rossi, Young) - 3:53
5. "Nanana (Extraction II)" (Rossi, Young) - 1:11
6. "Gerdundula" (Manston, James) - 3:49
7. "Railroad" (Rossi, Young) - 5:30
8. "Someone's Learning" (Lancaster) - 7:08
9. "Nanana" (Rossi, Young) - 2:26

### Bonusové skladby na CD (2003)
1. "Mean Girl [Early Mix]" (Rossi/Young) - 3:58
2. "Tune to the Music" (Rossi/Young) - 3:09
3. "Good Thinking" (Rossi/Parfitt/Lancaster/Coglan/Young) - 3:43
4. "Mean Girl [BBC Session]" (Rossi/Young)
5. "Railroad [BBC Session]" (Rossi/Young)

## Sestava
- Francis Rossi - kytara, zpěv
- Rick Parfitt - kytara, klávesy, zpěv
- Alan Lancaster - baskytara, kytara,
- John Coghlan - Bicí